# 東鹽釜站
東鹽釜站（日语：／ Higashi-Shiogama eki */?）是位於宮城縣鹽竈市藤倉三丁目4番22號，東日本旅客鐵道（JR東日本）的仙石線車站。

## 歷史
- 1927年（昭和2年）4月18日：宮城電氣鐵道（日语：宮城電気鉄道）東鹽釜站啟用。
- 1944年（昭和19年）5月1日：宮城電氣鐵道被國有化，成為運輸通信省車站。同時車站改名為東鹽竈站。
- 1963年（昭和38年）5月25日：車站改名為東鹽釜站。
- 1981年（昭和56年）11月1日：路線雙線化，車站遷移至現地。
- 1987年（昭和62年）4月1日：伴隨國鐵分割民營化，車站由東日本旅客鐵道（JR東日本）營運[1]。
- 2003年（平成15年）
  - 2月6日：引入自動閘機。
  - 10月26日：此站開始可以使用IC卡「Suica」[2]。
- 2012年（平成24年）4月1日：由直營車站（本鹽釜站所屬東鹽釜站在勤）變為業務委託車站（東北綜合服務）。

## 車站構造
此站是地面車站，設有1面1線的單式月台和1面2線的島式月台。由於車站位於路堤上，因此車站看起來是一座高架車站，實際上不是高架車站。各月台之間設有地下通道連接。此站往仙台一方的區間為雙線區間，因此較多列車於此站折返。此站設有留置線和乘務員宿舍，也設有列車夜間停泊。
此站至石卷站之間為單線。在保安裝置中，此站往青葉通(包括東鹽釜站在內)一方使用ATACS，此站前往高城町一方使用ATS-SN。保安裝置轉換位置是在此站至陸前濱田站之間，通常會自動轉換。
另外，過去站內設有仙石線的運輸指令所（東鹽釜CTC中心）。在青葉通站至仙台站之間延伸時候把運行管理系統更新，同時遷移至宮城野綜合事務所內（現時位於宮城野運輸區內）。
此站由多賀城站管理的業務委託車站。此站沒有綠色窗口，設有POS終端。此站設有自動售票機和自動閘機。

### 月台
| 月台 | 路線    | 上下行 | 方向               | 備註                 |
| ---- | ------- | ------ | ------------------ | -------------------- |
| 1    | ■仙石線 | 上行   | 多賀城、仙台方向   |                      |
| 2    | ■仙石線 | 下行   | 松島海岸、石卷方向 |                      |
| 2    | ■仙石線 | 上行   | 多賀城、仙台方向   | 從此站出發的列車使用 |
| 3    | ■仙石線 | 上行   | 多賀城、仙台方向   | 從此站出發的列車使用 |

## 使用狀況
根據「JR東日本」，2019年度（令和元年度）1日平均乘車人次為2,286人。
| 乘車人次變化       | 乘車人次變化     | 乘車人次變化    |
| 年度               | 1日平均 乘車人次 | 參考資料        |
| ------------------ | ---------------- | --------------- |
| 2000年（平成12年） | 2,504            | [ 利用客数 2 ]  |
| 2001年（平成13年） | 2,439            | [ 利用客数 3 ]  |
| 2002年（平成14年） | 2,352            | [ 利用客数 4 ]  |
| 2003年（平成15年） | 2,354            | [ 利用客数 5 ]  |
| 2004年（平成16年） | 2,369            | [ 利用客数 6 ]  |
| 2005年（平成17年） | 2,398            | [ 利用客数 7 ]  |
| 2006年（平成18年） | 2,372            | [ 利用客数 8 ]  |
| 2007年（平成19年） | 2,488            | [ 利用客数 9 ]  |
| 2008年（平成20年） | 2,558            | [ 利用客数 10 ] |
| 2009年（平成21年） | 2,546            | [ 利用客数 11 ] |
| 2010年（平成22年） | 2,467            | [ 利用客数 12 ] |
| 2011年（平成23年） | 沒有發表         |                 |
| 2012年（平成24年） | 2,469            | [ 利用客数 13 ] |
| 2013年（平成25年） | 2,540            | [ 利用客数 14 ] |
| 2014年（平成26年） | 2,452            | [ 利用客数 15 ] |
| 2015年（平成27年） | 2,445            | [ 利用客数 16 ] |
| 2016年（平成28年） | 2,458            | [ 利用客数 17 ] |
| 2017年（平成29年） | 2,417            | [ 利用客数 18 ] |
| 2018年（平成30年） | 2,347            | [ 利用客数 19 ] |
| 2019年（令和元年） | 2,286            | [ 利用客数 1 ]  |

## 車站周邊
- 仙台鹽釜港、鹽釜港區（日语：塩釜港）
- 鹽釜警署（日语：塩釜警察署）
- 鹽釜北濱町郵局
- 濱釜藤倉郵局
- 國道45號
- 鹽釜保健所（舊車站遺址）

## 相鄰車站
東日本旅客鐵道（JR東日本）
■仙石線
本鹽釜－東鹽釜－陸前濱田

## 注腳

### 使用狀況
1. 1 2  . 東日本旅客鉄道.   [2020-07-12]. （原始内容存档于2020-07-10） （日语）.
2. ↑  . 東日本旅客鉄道.   [2019-02-09]. （原始内容存档于2019-03-28） （日语）.
3. ↑  . 東日本旅客鉄道.   [2019-02-09]. （原始内容存档于2019-03-28） （日语）.
4. ↑  . 東日本旅客鉄道.   [2019-02-09]. （原始内容存档于2019-03-28） （日语）.
5. ↑  . 東日本旅客鉄道.   [2019-02-09]. （原始内容存档于2019-03-28） （日语）.
6. ↑  . 東日本旅客鉄道.   [2019-02-09]. （原始内容存档于2019-03-28） （日语）.
7. ↑  . 東日本旅客鉄道.   [2019-02-09]. （原始内容存档于2019-03-28） （日语）.
8. ↑  . 東日本旅客鉄道.   [2019-02-09]. （原始内容存档于2019-03-28） （日语）.
9. ↑  . 東日本旅客鉄道.   [2019-02-09]. （原始内容存档于2019-03-28） （日语）.
10. ↑  . 東日本旅客鉄道.   [2019-02-09]. （原始内容存档于2019-03-28） （日语）.
11. ↑  . 東日本旅客鉄道.   [2019-02-09]. （原始内容存档于2019-03-28） （日语）.
12. ↑  . 東日本旅客鉄道.   [2019-02-09]. （原始内容存档于2019-03-28） （日语）.
13. ↑  . 東日本旅客鉄道.   [2019-02-09]. （原始内容存档于2019-03-22） （日语）.
14. ↑  . 東日本旅客鉄道.   [2019-02-09]. （原始内容存档于2016-03-04） （日语）.
15. ↑  . 東日本旅客鉄道.   [2019-02-09]. （原始内容存档于2018-03-16） （日语）.
16. ↑  . 東日本旅客鉄道.   [2019-02-09]. （原始内容存档于2019-03-22） （日语）.
17. ↑  . 東日本旅客鉄道.   [2019-02-09]. （原始内容存档于2019-03-22） （日语）.
18. ↑  . 東日本旅客鉄道.   [2019-02-09]. （原始内容存档于2019-03-22） （日语）.
19. ↑  . 東日本旅客鉄道.   [2019-07-18]. （原始内容存档于2019-07-05） （日语）.

## 外部連結
- 車站資訊（東鹽釜）：東日本旅客鐵道（日語）